# Maloměšťáci (opera)
Maloměšťáci (v německém originále Die Kleinstädtler) je komická opera o třech dějstvích sudetoněmeckého skladatele Theodora Veidla na libreto Pavla Eisnera na základě komedie Augusta von Kotzebua Němečtí maloměšťáci (Die deutschen Kleinstädtler). Poprvé byla uvedena 17. dubna 1935 v Novém německém divadle v Praze.

## Vznik, charakteristika a historie díla
Skladatel a hudební historik Theodor Veidl se dlouhodobě zabýval otázkou humoru v hudbě, roku 1929 vydal knihu o hudebním humoru Beethovena. Chtěl své poznatky uplatnit v praxi, a proto se ve své následující opeře obrátil ke komickému žánru. Za námět si zvolil populární veselohru Němečtí maloměšťáci od Beethovenova současníka Augusta von Kotzebue. K volbě námětu autor napsal: „Co dovoluje pokládat Kotzebuovu veselohru Němečtí maloměšťáci za vhodnou předlohu pro přepracování na operní libreto, je především ta okolnost, že jsou jednající osoby díla již samy o sobě typickými postavami operního jeviště. Také samo prostředí biedermeieru vytváří velmi příznivou náladu pro hudbu. Navíc je děj bohatý situacemi, které v sobě skrývají mnoho možností k hudebnímu obohacení, a tak se nabízela řada vhodných příležitostí pomoci dramatickému ději prostředky, které nabízí opera, k ještě větší účinnosti.“
Autor adaptace Kotzebuovy hry na libreto nebyl zmiňován na divadelních cedulích, v novinových kritikách ani ve vydaném klavírním výtahu, proto se usuzovalo, že jím byl sám skladatel, popřípadě jeho žena Gutta Hackelová-Veidlová, jejíž texty Veidl několikrát zhudebnil. V roce 2004 byla při přípravě novodobé premiéry opery nalezena korespondence dokládající autorství (nebo přinejmenším významný podíl) českoněmeckého spisovatele Pavla Eisnera. Eisnerovo autorství bylo utajeno pravděpodobně proto, že Veidl usiloval o uvedení opery na německých jevištích, což by v případě, že by byl znám židovský původ libretisty, nebylo možné. Volba Eisnera pro libreto Maloměšťáků může souviset s tím, že do němčiny přeložil libreto opery Jaroslava Křičky Bílý pán aneb Těžko se dnes duchům straší, původně napsané Janem Löwenbachem, které odpovídalo Veidlovým představám o komickém operním textu.
Úprava Kotzebuovy předlohy spočívala především ve zhuštění děje, stažení pěti dějství do tří a posílení dramaturgických bodů, které umožňovaly rychlé střídání hudebně působivých scén. Oproti předloze byla zvýrazněna postava neúspěšného nápadníka Sperlinga, který je v Kotzebuově veselohře pouze karikaturou literáta, v opeře však je rovněž hudebníkem a má několik charakteristických výstupů. Scéna na začátku 3. dějství se Sperlingovou neustále přerušovanou serenádou připomíná obdobnou scénu Beckmessera z Wagnerových Mistrů pěvců norimberských, která je ostatně Kotzebuovou komedií inspirována. Motiv ukradené krávy je nahrazen beranem a posílen opakováním, takže slouží textově i hudebně jako pamětný motiv spojený s postavou purkmistra.
Svou představu komické opery v tradici německé „Spieloper“ realizoval Veidl i v hudbě: „Bezstarostné veselí v dění na jevišti mne dále postavilo před nutnost nalézt pokud možno nezatěžkanou hudební řeč a vystihnout lehká konverzační tón; nadužití hudebních a instrumentálních prostředků by nebylo na místě. Spokojil jsem se tady s orchestrem, který je pouze o jednoho hráče početnější než Mozartův Figaro, a také při práci s tímto skromným orchestrálním aparátem jsem hleděl být co nejzdrženlivější. Pokud jde o formální stránku mé hudby, hledal jsem pokud možno propojení se starou operou. Proto jsou zde sólové výstupy ve formě prosté písně i velké árie, kromě toho však také rozličné menší či větší ansámbly, čímž jsem hodlal přispět k obnovení staré tradice komické opery.“ Na tradici navázal skladatel ostatně i názvuky a citacemi od zmíněného Mozarta a Wagnera přes Lortzinga po Richarda Strausse.
Opera byla nastudována v Novém německém divadle brzy po dokončení a dočkala se v něm čtyř představení mezi 17. dubnem a 23. květnem 1935.
Již Veidlova předchozí opera, alegorická pohádka Kranwit (1929), byla lidovou operu tradičního stylu, záměrně se vyhýbající moderním hudebním proudům. Tím spíše to platí pro komické Maloměšťáky. Podle muzikoložky Vlasty Reittererové Veidl „[s]mysl humoru na jevišti neviděl v extravagantních tónových kombinacích, ale ve skloubení osvědčených složek komediální operní tradice. K nim patřilo především tempo probíhajícího děje, s nímž korespondovalo tempo hudební, rovnovážné uplatnění konverzační (recitativně dialogické) složky a uzavřených hudebních čísel, kontrasty situací a nálad, zkrátka vyvážená dramaturgická struktura.“
Tak i soudobá kritika viděla v Maloměšťácích především nenáročnou ušlechtilou zábavu; Erich Steinhard pro hudební časopis Der Auftakt napsal: „Veidl má talent zhudebnit bezstarostně bezproblémový námět, napsat prostou půvabnou hudbu, zkrátka poklidně muzicírovat. [...] Dobře se vcítil do příjemné sféry prostředí biedermeieru, roztomilé měšťácké typy proměnil v typické postavy singspielu či hry se zpěvy a docílil tak stylu lidové opery, která nechce být moderní, nýbrž účinně a nepokrytě se publiku vlichocuje nebo míří posluchači razantními prostředky přímo na tělo. [...] Rozmanitost ruku v ruce s pestrostí, tímto způsobem Veidl baví, často zcela primitivními a známými prostředky...“ Orchestrace nebyla předmětem zvláštních pochval kritiky, podle níž „se převážně omezuje na funkci podmalovávání“ nebo příznivěji „šetří hlasy a odpovídá charakteru díla“.
Veidlovi Maloměšťáci pronikli za hranice Československa. 22. října 1936 měli premiéru v městském divadle v německém Dortmundu v režii Herverta Junkerse a pod hudebním vedením Hanse Pauliga. V červnu 1938 pak byli několikrát hráni (poprvé 4. června) na Sudetoněmeckých dnech v německé Vratislavi. Německá kritika vítala dílo jako výraz sudetoněmecké kultury a stěžovala přitom, že „tvorba německoárijských skladatelů“ je v Praze opomíjena až vytlačována. Veidlova hudba byla chválena, „... i když bychom si od sudetoněmeckého skladatele slibovali více temperamentního ‚českého‘ muzikantství, než Veidl chtěl (nebo mohl) k této textové předloze uplatnit“.
Klavírní výtah opery Maloměšťáci vydala vídeňská Universal Edition.
Jako jediná Veidlova opera byli Maloměšťáci vzkříšeni i po druhé světové válce. Novodobá inscenace byla nastudována v koprodukci divadla v Řezně (Theater Regensburg, Theater am Bismarckplatz) a Národního divadla v Praze. Inscenace měla premiéru 11. listopadu 2005 v Řezně (následovaly dvě reprízy) a 19. ledna 2006 proběhlo jediné představení (nepočítaje veřejnou generální zkoušku o den dříve) v Národním divadle. Režii měl Ernö Weil, dirigoval Raoul Grüneis, českou stranu koprodukce zastupoval scénograf Daniel Dvořák. Protože se originální partitura nedochovala, vypracovali pro tuto inscenaci novou orchestraci Widmar Hader (1. a 2. dějství) a Andreas Willscher (předehra a 3. dějství).

## Osoby a první obsazení
| Osoba                                                            | hlasový obor       | světová premiéra (17. 4. 1935) | novodobé nastudování (2005/2006) |
| ---------------------------------------------------------------- | ------------------ | ------------------------------ | -------------------------------- |
| Staar, purkmistr města Krähwinkel                                | bas                | Julius Gutmann                 | Jóhann Stuári Saevarsson         |
| Paní Staarová, jeho žena                                         | alt                | Lydia Kindermann               | Silvia Fichtl                    |
| Sabine, jejich dcera                                             | soprán             | Rose Book                      | Ilonka Vöckel                    |
| 1. kmotra, paní vrchní poříčná a porybná Brendelová              | soprán             | Hilde Konetzni                 | Katharina E. Leitgeb             |
| 2. kmotra, paní písařová městské akcízové pokladny               | mezzosoprán        | Elisabeth Wanka                | Astrid M. Hofer                  |
| Bratránek Hinkel, hokynář s kořením a hejtman střeleckého spolku | baryton            | Adolf Fuchs                    | Adam Kruzel                      |
| Sperling, náměstek stavebního, důlního a silničního inspektora   | tenor              | Fritz Göllnitz                 | Brent L. Damkier                 |
| Olmers                                                           | baryton            | Reinhold Popović               | Jin-Ho Yoo                       |
| Klaus, policista a radniční sluha                                | bas                | Magnus Andersen                | Martin-Jan Nijhof                |
| Služka (Babette)                                                 | soprán             | Hertha Rayn                    | Melanie Schneider                |
| Ponocný                                                          | bas                | Hans E. Hey                    | Martin-Jan Nijhof                |
| Dvě děti, sbor, dětský sbor                                      |                    |                                |                                  |
| Dirigent:                                                        | Dirigent:          | Georg Széll                    | Raoul Grüneis                    |
| Režie:                                                           | Režie:             | Renato Mordo                   | Ernö Weil                        |
| Výprava a kostýmy:                                               | Výprava a kostýmy: | Leopold Kotulan                | Daniel Dvořák                    |

## Děj opery

### 1. dějství
(Světnice v domě purkmistra Staara) Purkmistrova dcera Sabina si stěžuje sama sobě, že musí stále čekat: již tři týdny očekává dopis od mladíka, s nímž se náhodně seznámila při návštěvě hlavního města. Tu slyší zvuk poštmistrovy trubky a netrpělivě posílá služku na poštu (árie Wieder ein Tag… Babette, Babette, die Post ist da). Ta se vrací a skutečně, nese slečně list. Sabina zarazí její vyprávění a těší se z dopisu, v němž jí její milý slibuje příjezd (árie Er kommt, er kommt, er kommt!). V dopise je i mladíkova podobizna. Když ji však matka přistihne, jak na obrázek zálibně hledí, podaří se Sabině odvrátit její podezření tvrzením, že na obrázku je sám korunní princ.
Matka je spokojena, přesto Sabinu nabádá, aby nezahálela, neboť již zítra bude slavit zásnuby s panem náměstkem inspektora Sperlingem a zbývá mnoho uklízení a vaření. Sabina zřetelně projevuje nedostatek nadšení, matka si toho však nevšímá. Pan purkmistr se spěšně strojí ke schůzi na radnici. Dnes se opět bude projednávat – vedle jiných naléhavých záležitostí – složitá záležitost týkající se obecního berana a sporu, který je o něj veden se sousedním městem Rumplau (árie Auf Rumplaus grüner Nachbarflur).
Radniční sluha Klaus přichází oznámit, že u brány města havaroval vůz s jakýmsi pánem, který měl dopis pro pana purkmistra. Purkmistr hledá brýle (tercet-kánon Die Brille, die Brille, wo ist meine Brille). V dopise žádá purkmistra sám ministr, aby mladému doručiteli dopisu – jeho dobrému příteli – poskytl pohostinství. Na Staarovy učiní nejprve pramalý dojem, že zmíněný muž je označován jako „pan Olmers“ bez dalšího titulu, ale purkmistra napadne, že by to mohla být jakási vysoce postavená osobnost cestující inkognito. Sabina jej v tomto nápadu energicky podporuje a purkmistr Staar oběma ženám nakazuje připravit hostu čestné uvítání (tercet Wir backen, wir sieden, wir kochen, wir braten).
Paní purkmistrová ihned povolává kmotry Brendelovou a Quendelovou, aby je o události zpravila, vyslechla sama související klepy a poradila se s nimi, koho na slavnost k uctění hosta pozvat – což je obtížný úkol, neboť každý z obyvatel městečka má nějakou vadu (tercet Gehorsamste Dienerin… Wen laden wir ein?). Vstupuje Sperling s květinami a verši pro Sabinu (árie Ich hab schon vernommen… Es wollten freilich diese Rosen). Sotva paní purkmistrová odvede nápadníka k dceři, kmotry ji pomlouvají (duet Habe die Frau Gevatterin bemerkt?).
Purkmistr přivádí Olmerse jako vzácného hosta. Všichni ho obřadně vítají a mladík jim stejně obřadně děkuje a velebí krásy venkova (árie Aus kahlen Mauern lockt es sanft). To není purkmistrovi úplně po chuti, neboť jeho městečko se třemi kostely a dlážděnou hlavní ulicí není venkov, a ostatní přítomní mu dávají za pravdu (septet Ja, eine Stadt, um's kurz zu sagen). Pani Staarová a kmotry pak nově příchozího diskutují a jejich úsudek nevyzní příznivě: Olmers si jich málo všímal, ba ani titulem je neoslovil. Ale pak si purkmistrová vzpomene na podobiznu, již uzmula Sabině a jež přesně odpovídá Olmersovi. Vysvětlení je jasné: je to inkognitu cestující korunní princ!
Kmotry spěchají roznést novinu po městečku, paní Staarová uvědomí manžela a užaslého Olmerse přichází přivítat veškeré obyvatelstvo městečka. (Proměna – hlavní náměstí) Kapela městské stráže vyhrává, pěvecký spolek pěje (sbor Hängt ihn auf, hängt ihn auf). Olmers se brání, ale nikdo mu nevěří, dokud Sabina matce nevysvětlí, že se jednalo o žert. Slavnost končí fiaskem.

### 2. dějství
(Pokoj s klavírem v purkmistrově domě) Sabina si zoufá nad Olmersovým chováním: baví se, jí a pije do sytosti, ale zapomíná rozdávat poklony a správně měšťany titulovat. Její matka je dosud pod dojmem blamáže, z níž viní dceru, a upozorňuje ji, že jakýsi pan Olmers bez titulu pro ni není vhodná partie (dialog Ach Gott, wie soll das enden?--- O, du gottloses kind, du leichtfertige Dirn). K jídlu se k nim připojují obě kmotry, Sperling a bratránek Hinkel. Všichni si stěžují na Olmersovy neuhlazené manýry (kvintet Gesegnete Mahlzeit und allerseits eine gute Verdauung!). Dostavil se i purkmistr, který mladému hostu podrobně osvětluje podstatu sporu o berana a jeho význam pro čest města. Sešlou společnost oblaží pan Sperling podáním vlastní písně (Liebe, höchstes der Gefühle). Ale Olmersovo netaktní opomíjení čestných titulů brzy celou společnost rozežene a mladík má tak příležitost – uprostřed vyprávění o beranovi – požádat purkmistra o Sabininu ruku. Ten se neodvažuje ihned odmítnout ministrova chráněnce, není však nadšen a odchází se poradit s rodinnými příslušníky.
Naopak Sabina je více než ochotna mladíka vyslechnout. Když vstoupí Sperling a vidí Olmerse u nohou své snoubenky, je rozhořčen a vyzývá soka na souboj. Když mu však namluví, že spolu zkoušejí divadelní scénu, Sperling ihned otočí a objímá Olmerse jako uměnímilovného druha. Sám pomáhá páru vymyslet, jak vyřešit zápletku dotyčné hry s názvem „Dostaveníčko“, v níž musí dívka uniknout dozoru svých rodičů i nezvaného nápadníka. Sperling vymyslí ideální místo a čas pro nepozorovanou schůzku a oba mladí „divadelníci“ mu za radu děkují (tercet Ja, wenn man einen Freund hat).
Purkmistr se radí s bratránkem a kmotrami. Ty se domnívají, že Sabina nemá na vdávání ještě rozum, i její vkus v tanci je podivný, o co lepší než dnešní hopsání bylo to, co je kdysi učil taneční mistr (menuet kmoter Ja, zu spotten zeigt sie sträfliche Neigung). Ani ministrova přímluva by je ale nepřesvědčila, že sňatek s nějakým hej počkej z hlavního města by byla dobrá věc, což dokládá kmotra Brendelová příkladem neteře městského sekretáře (píseň Denken Sie noch an die traurige Geschichte). A tento nemá ani žádnou funkci nebo titul, tím je sňatek vyloučen (kvartet Ausgeschlossen! Das kann nicht sein).
Jenže vzepřít se přímo ministrovi, to by také nebylo dobré. Bratránek Hinkel by měl nápad: sehnat Olmersiovi ve městě náhradou jinou manželku (árie Von unsrer Stadt gar hoch entzückt) – třeba přítomnou kmotru Brendelovou, jež by byla svolná. Ale když je tato nabídka Olmersovi přednesena, odmítne ji tak zpříma, že tím urazí čest celého Krähwinkelu. Olmers nechápe, co se to v tomhle městě pořád děje, ale on i Sabina stojí v lásce věrně při sobě, byť by to mělo vyvolat skandál (finále, ansámbl Unglaublich, man höre… Aus der Residenz gekommen… Ihn hat mein Herz erkoren).

### 3. dějství
(Před purkmistrovým domem) Děti si hrají na náměstí (sbor Florian, Florian, hat gedienet sieben Jahr), než je Klaus pošle na kutě. Sperling hodlá ze svého okna do okna purkmistrovy dcery zpívat serenádu za doprovodu houslí, ale jeho snahy stále maří vytrubování ponocného (Sperlingova romance Der Abend ist so wunderschön).
Purkmistrovi spolu mluví o Sabininých nápadnících. Sperling je lepší partie, snad ho nynější zmatky neodradí, ale ministrův chráněnec je ministrův chráněnec. Teď ho sice víceméně vyhnali, ale jestli to se Sabinou myslí vážně, jistě se vrátí. – Olmers už je ve skutečnosti tady a má právě u zadních dveří se Sabinou dostaveníčko (Olmersova píseň Wie könnt ich sie enden, die Unruh, die Pein, Sabinina píseň In Sehnsucht hat er mich verzehrt a duet Vertrau dich, Liebchen, meinem Mut). Olmers se ptá, co dělá špatně, a Sabina mu vysvětluje, jak si má ve styku s místními počínat. A hlavně, kdyby měl alespoň nějaký tituleček, to by hned bylo snazší.
Milenci se musí schovat před přibíhajícím Klausem. Ten budí purkmistra v naléhavé věci: beran utekl. Klaus vypráví, jak se zabral do četby poutavého románu o loupežnickém hejtmanu Käsebierovi, a než se sličná panna Kunigunda ocitla zpět v bezpečí, byl beran pryč (píseň Klause Und gerade als der Räubersmann mit Fräulein Kunigunden).
Všichni se sbíhají včetně Sperlinga, který se mylně domnívá, že uprchla či byla unesena jeho nevěsta. Purkmistr lamentuje nad ztracenou ctí města. Dav vypátrá v přítmí Olmerse a má ho za zloděje, purkmistr ale při pohledu na něj začne trápit myšlenka, co si o téhle blamáži pomyslí v hlavním městě. Olmers velkodušně nabídne, že celou záležitost s beranem u dvora kulantně vysvětlí ke cti Krähwinkelu a jeho volených představitelů. A když navíc projeví nově nalezenou dvornost a respekt, ba dokonce se navíc prokáže vlastním titulem – tajný komisní rada –, nestojí zásnubám se Sabinou nic v cestě. Dokonce ani Sperling, který se s úlevou hodlá nadále věnovat výlučně umělecké tvorbě (finále se sborem a ansámbly Sie läuten Sturm, was ist geschehen?... Kronprinz, der Kronprinz, er kommt mit Böllerknall… Hei, habt ihr vernommen a písní Sperlinga Du kleines blitzendes Sternelein). Opera končí troubením ponocného (Hört ihr Herrn und laßt euch sagen…).